# UCI Asia Tour 2021
UCI Asia Tour 2021 – 17. edycja cyklu wyścigów UCI Asia Tour, która odbywała się od maja do października 2021.
Seria UCI Asia Tour, podobnie jak pozostałe cykle kontynentalne (UCI Africa Tour, UCI America Tour, UCI Europe Tour, UCI Oceania Tour), powstała w 2005 jako zaplecze dla utworzonego w tym samym czasie UCI ProTour (później przekształconego w UCI World Tour). W 2020 odbyła się pierwsza edycja cyklu UCI ProSeries utworzonego jako drugi poziom wyścigów z kalendarza UCI, w związku z czym UCI Asia Tour, podobnie jak pozostałe cykle kontynentalne, od sezonu 2020 stała się trzecim poziomem zmagań w kalendarzu UCI.
Cykl UCI Asia Tour w sezonie 2021 objął ostatecznie trzy wyścigi (jeden jednodniowy i trzy wieloetapowe), rozgrywane między 23 maja 2021 a 10 października 2021, a zdecydowana większość (blisko dwadzieścia) z początkowo planowanych w kalendarzu zawodów cyklu zostało odwołanych.

## Kalendarz
Opracowano na podstawie:
| UCI Asia Tour 2021 | UCI Asia Tour 2021 | UCI Asia Tour 2021   | UCI Asia Tour 2021 | UCI Asia Tour 2021                           | UCI Asia Tour 2021                              | UCI Asia Tour 2021                   | UCI Asia Tour 2021 |
| Data               | Państwo            | Wyścig               | Kat.               | Zwycięzca                                    | Drugie miejsce                                  | Trzecie miejsce                      |                    |
| ------------------ | ------------------ | -------------------- | ------------------ | -------------------------------------------- | ----------------------------------------------- | ------------------------------------ | ------------------ |
| 23 – 30 maja 2021  | Japonia            | Tour of Japan        | 2.2                | Nariyuki Masuda (Utsunomiya Blitzen)         | Thomas Lebas (Kinan Cycling Team)               | Masaki Yamamoto (Kinan Cycling Team) |                    |
| 11 – 18 lipca 2021 | Chiny              | Tour of Qinghai Lake | 2.2                | Zhang Zhishan (Tianyoude Hotel Cycling Team) | Peng Xin (China Continental Team of Gansu Bank) | Hu Tiantian                          |                    |
| 10 paź             | Japonia            | Oita Urban Classic   | 1.2                | Francisco Mancebo (Matrix Powertag)          | Masaki Yamamoto (Kinan Cycling Team)            | Yūma Koishi (Team Ukyo Sagamihara)   |                    |